# Salamandra-de-costelas-salientes
Pleurodeles waltl Michahelles, 1830 é uma espécie de anfíbio caudado (ou Urodela) pertencente à família Salamandridae, conhecida pelos nomes comuns de salamandra-de-costelas-salientes, pleurodelo ou salamandra-dos-poços. É o maior caudado europeu, podendo atingir entre 15 cm e 25 cm, excepcionalmente atingindo os 30 cm. A sua região de distribuição natural inclui o sul e o oeste da Península Ibérica (ver mapa de distribuição) e a parte ocidental de Marrocos.

## Habitate descrição
Habita em charcos e lagos de pouca corrente, mas também em poços e cisternas de água. Quando ameaçada pode projectar as suas costelas tomando uma aparência mais ameaçadora.
Tem uma actividade diurna e crepuscular.
Alimenta-se de larvas de insectos aquáticos e de anfíbios, moluscos e de minhocas e podendo capturar pequenos peixes. Por vezes pode alimentar-se de carniça.
Nesta espécie existe dimorfismo sexual, tendo a fêmea membros maiores e cauda mais curta; o macho, por sua vez, possui uma cauda maior e membros posteriores maiores e mais musculados.